# 电车之狼
《电车之狼》（又名“电车之狼R”）是一款由ILLUSION为Microsoft Windows开发并发行的3D成人游戏，于2006年4月21日在日本发行。和ILLUSION以前的游戏相比，主线故事相对缩短。游戏使用改进的3D引擎，主要通过鼠标进行控制。本作围绕着一名男性角色跟踪，强奸并奴役一名母亲和她的两个女儿的故事进行。在发售三年后，游戏因其争议性的内容引发了国际社会的关注，有几个国家对游戏予以禁止。本遊戲在北美只能透過互聯網來數位下載。

## 游戏玩法
玩家将扮演一名痴汉鬼村将哉，跟踪并强奸桐生一家母女三口。
游戏分为接触编和调教编两大部分。玩家可以选择不同的性姿势，并利用鼠标和鼠标滚轮来控制动作。游戏具有逼真的性行为模拟器，允许玩家在拥挤的火车上触摸并脱去女性角色的衣服。之后，玩家可强迫三个女性角色与其性交。游戏有多种性交体位可供选择，如女上位、强制阴茎口交、三人性行为等。游戏中还有中出计数器，显示怀孕的风险。
在完成故事情节后，游戏会开放六种模式：
- 偷窥模式：玩家偷窥等待在地铁站的女孩，可以用风掀起她们的裙子，使之露出内衣。在取得某些成就后，玩家可选择脱去女孩的衣服并插入按摩棒，整个过程没有触摸。
- 痴汉模式：与偷窥模式类似，此外玩家将跟随女孩进入火车，抚弄女孩并脱去她们的衣服。
- 双人或“2P”模式：玩家可与三女之一发生性关系。在某些情况下主角有被杀死的危险，但没有级别限制。此模式也有不同的包括口交在内的性爱姿势。
- 五人或“5P”模式：玩家被限定于某一位置，与其他三名男子轮奸一名女孩。此模式包括小空间位置等级别限制。
- “3P”或“4P”模式：主角可与两到三个女孩发生性关系。
- 凌辱模式：该模式是不可玩的，只能在特典包中的额外CD观看。不过原来的想法是，凌辱模式允许玩家绑缚一到两个女孩。[2]

## 情节

### 人物

游戏中三名女性角色：桐生爱花（左）、桐生夕子（中）和桐生苍（右）

- 鬼村将哉

玩家角色与主角，痴汉，在游戏中强奸了桐生母女三人。
- 桐生苍（声：榎津まお）

一位穿着学生服的褐色长发女孩。要强好胜的体育天才少女，学校剑道部部长。玩家将她的头发设定为马尾辫或自由向下飘动。其默认设置为马尾辫。
- 桐生爱花（声：牧泉美）

桐生苍的妹妹，一位穿着蓝色裙子的黑色短发女孩。擅长做家务，不善和男孩子交际。对自己胸小的事情很在意。玩家可以让她戴上猫耳，让她模仿猫的声音。
- 桐生夕子（声：歌织）

桐生爱花与桐生苍的母亲。一位穿着绿色衬衫的棕色短发女子。早年丧夫，独自一人将两个女儿带大，非常疼爱苍和爱花。玩家可以给其戴眼镜让她发出处女或书呆子的声音。

### 剧情
一天，鬼村将哉在电车里骚扰女性被学生妹桐生苍当场抓住。不过，由于其父亲的权势，鬼村并未受到处罚。但鬼村对桐生苍怀恨在心，决定对其实施报复。后来苍的妹妹和母亲也被卷入其中。

### 结局
本作为开放式结局，有两种可能的结果。
- 黑色结局[5]

鬼村使一个女孩怀孕，并决定保住孩子。数天后，鬼村跌落至火车轨道被火车撞死。
- 赤色结局[5]

在达成某些条件后，如果玩家对桐生苍选择骑乘位，苍会对主角连捅数刀致其死亡。从画外音中可听到电视报道这一事件。

## 争议

### 性別歧視
暴力游戏影像评论员如英国议会成员凯斯·瓦兹将游戏涉及强奸作为需更加严格地监管电子游戏内容的理由。其中《电车之狼》尤为引起瓦兹的注意。在游戏发售三年后的2009年，尽管官方没有在日本以外的地区发售及支持，《电车之狼》作为强奸游戏仍可在亚马逊购买。他宣布要把这个问题提交给英国议会，阻止游戏被出售。亚马逊随后从其网站上删除该游戏。美国女权组织Equality Now对该游戏提出抗议，该组织表示，《电车之狼》违反了1985年《消除对妇女一切形式歧视公约》中有关日本政府应当承担之义务的规定，要求女权主义者向ILLUSION及时任日本首相麻生太郎提出书面抗议。
日本独协大学法学院宪法教授宇崎真弘说，尽管游戏没有违反法律，但却存在严重的伦理道德缺陷。2009年5月，这些行动最终使日本独立成人游戏评级机构“计算机软件伦理机构”（EOCS）对《电车之狼》的生产与销售进行限制。日本儿童基金会委员会发言人称，日本在儿童色情业方面的漏洞妨碍了国际社会打击这一行业的共同努力。日本内阁府男女共同參畫局的发言人则表示，“我们已经认识到需要采取某种形式的措施，目前正在研究应采取何种行动。”這個外國禁售事件引起minori等部分日本成人遊戲公司的反彈並封鎖外國IP禁止瀏覽官方網站。
因受到梅林达·坦卡德·瑞斯特主管的澳洲妇女论坛运动的影响，《电车之狼》在澳大利亚被封杀。Broadband部长史蒂芬·康罗伊希望谷歌澳大利亚对游戏下载的搜索结果进行审查，但并未实现。本作也是唯一一部在阿根廷得到有效禁止的游戏。美国最高法院大法官塞缪尔·阿利托在布朗诉娱乐商业协会案的同意意见中以此游戏作为例子，“由此看来这不是反社会主题，在一些电子游戏产业开发中这是很基础的东西”。

### 被指控加劇性犯罪
游戏在2009年曾透过拍卖网站流入台湾，励馨基金会发现后向相关网站及政府机关举报。基金会研究专员王淑芬指游戏充斥色情与暴力，关于游戏的讨论也是「指导犯罪的媒介」。游戏随后已从拍卖网站下架。时任监察委员程仁宏和趙榮耀在事件后召开的记者发布会中指游戏是「性犯罪教學軟件」。
许多为游戏辩护的文章声称，强奸比杀人的罪行要轻，有成千上万的合法电子游戏中的目标是杀死敌人。ILLUSION称对这一争议感到困惑，并重审该游戏遵守日本法律之规定，并不在日本以外地区出售。随后ILLUSION在其网站中删除了该游戏并停止游戏发行，理由是担忧游戏对行业造成影响。